# Бейсенов, Бекзат Сейдахметович
Бекзат Сейдахметович Бейсенов (каз. Бейсенов Бекзат Сейдахметұлы; 18 февраля 1987, Туркестан, Чимкентская область) — казахстанский футболист, полузащитник.

## Карьера
Воспитанник шымкентского футбола. Первый профессиональный клуб «Ордабасы». В 2011 году вместе с шымкентским «Ордабасы» выиграл Кубок Казахстана 2011. В 2012 году стал обладателем Суперкубка Казахстана.

## Достижения
«Ордабасы»
- Обладатель Кубка Казахстана: 2011
- Обладатель Суперкубка Казахстана: 2012
- Бронзовый призёр чемпионата Казахстана: 2017

«Тараз»
- Cеребряный призёр первой лиги: 2018